# Олександр Василько фон Серецький
Фрайгер Олександр Василько фон Серецький (рум. Alexandru Wassilko de Serecki; 17 грудня 1827 — 20 серпня 1893) — австро-угорський буковинський державний діяч, маршалок сейму Герцогства Буковина та член Палати шляхти, верхньої палати Імперської ради Австрії. Походив з румунізованого роду руської шляхти Василько.

## Активність
Після завершення бакалаврату в 1846 році Василько фон Серецький вивчав філософію та юриспруденцію в університетах Чернівецького та Львівського університетів. З 1850 року він працював адвокатом у Черновицях, а після 1859 року керував маєтками свого батька, барона Йордакі.
Василько фон Серецький став членом «Автономістської румунської консервативної партії» і розпочав свою політичну кар'єру в 1862 році, коли був обраний одним з їхніх представників до Ради (сейму) Буковини.
У 1863 році Василько фон Серецький став співзасновником товариства «Юнімея», найвпливовішого інтелектуального, культурного та політичного румунського об'єднання 19-го століття. Він продовжував підтримувати його, а згодом став почесним членом.
24 лютого 1867 року імператор Франц Йосиф призначив його наступником свого батька на посаді члена Герренхауса, верхньої палати Імперського парламенту у Відні в 1867 році. Він був єдиним представником Буковинського князівства в цій палаті протягом тринадцяти років. Зрештою, у 1880 році митрополит Буковини та Далмації Сильвестр Мораріу-Андрієвич також став членом цієї установи.

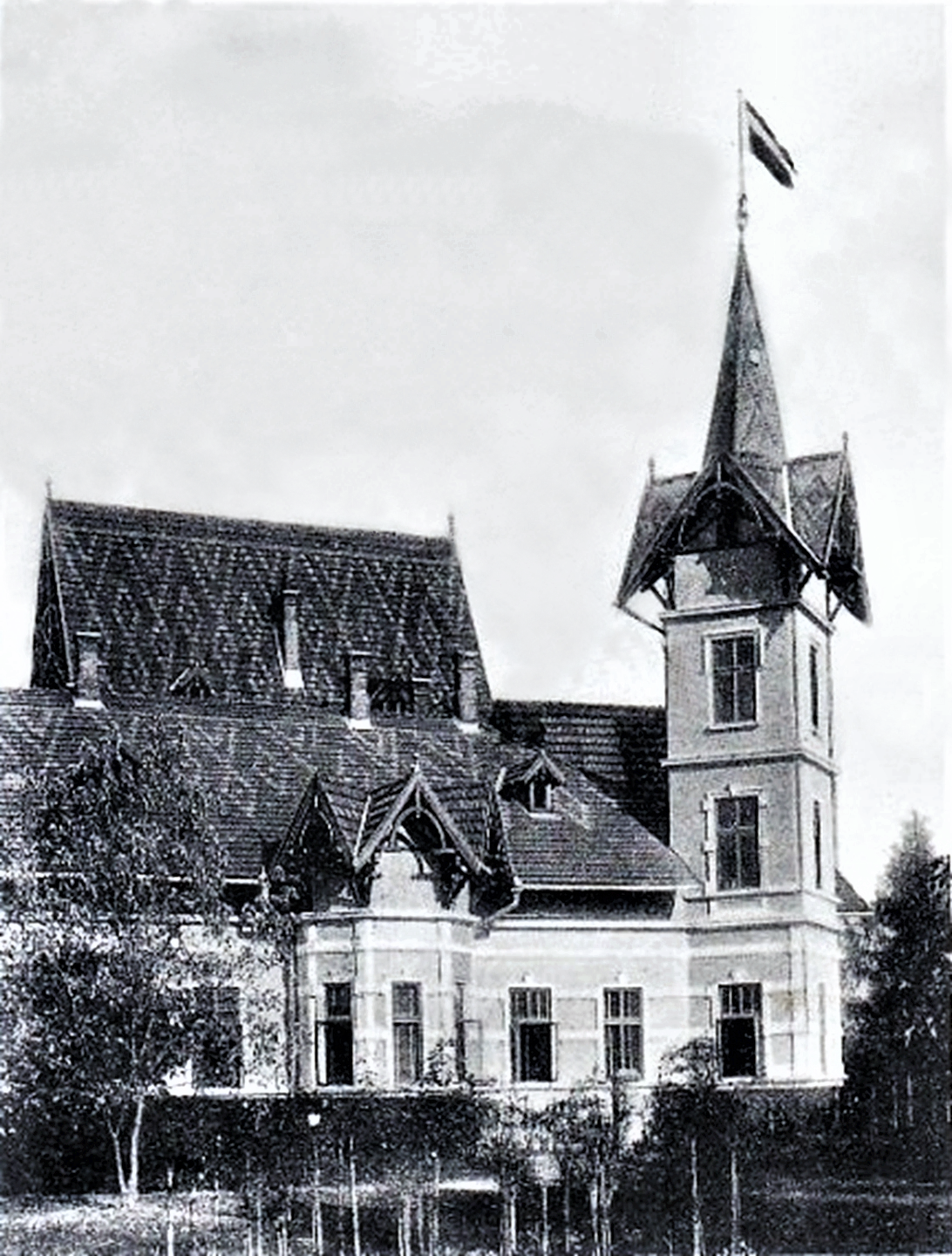
Замок Бергомет у 1900 році

З 1870 по 1871 рік, а потім знову з 1884 по 1892 рік, він обіймав посаду губернатора Буковинського герцогства. Він привернув до себе значну увагу, оскільки разом з іншими членами свого парламенту (в тому числі Ормузакі, Костіном, Флондором) успішно агітував у Відні за обмеження монополії та автократії Православної церкви.
Завдяки своїм зв'язкам з віденським двором він також домігся того, що в 1876 році румунська мова була затверджена мовою навчання в Сучавському ліцеї. Дозвіл на викладання румунською мовою у спеціальних класах середньої школи в Черновиці з'явився через кілька років.
Він також наполягав, незважаючи на свою провідну позицію у федеральній фракції румунської аристократії та на посаді губернатора Буковини, на тому, що всі громадяни мають право вільно сповідувати власну релігію і культуру, а також на визнання рідної мови, але завжди під егідою монархії Габсбургів і під керівництвом імператора. Після заснування Королівства Румунія в 1881 році Олександр виявився рішучим противником зростаючої кількості прихильників приєднання Буковини до Румунії. У своїй першій промові на посаді губернатора, виголошеній німецькою мовою в буковинському парламенті 22 липня 1884 року, він закликав усіх парламентарів до одностайної підтримки провінційної автономії в рамках концепції австрійської держави. Він також виступав за юридичне визнання німецької, румунської та русинської мов, підкреслюючи, що німецька мова є спільною мовою всіх народів монархії. Ці мови історично і фактично розвинулися як єдині офіційні мови, а отже, ними і слід керуватися. Він вважався одним з перших піонерів ідеї Об'єднаної Європи націй.
У 1885 році Його Імператорська та Королівська Апостольська Величність нагородив барона Орденом Залізної Корони 2-го класу, а в 1888 році, з нагоди його повторного призначення губернатором, — званням «Справжнього Таємного Радника».
Його несподівана смерть у 1893 році викликала «глибоке занепокоєння та смуток» серед населення, а також серед його політичних друзів і ворогів.

## Родина

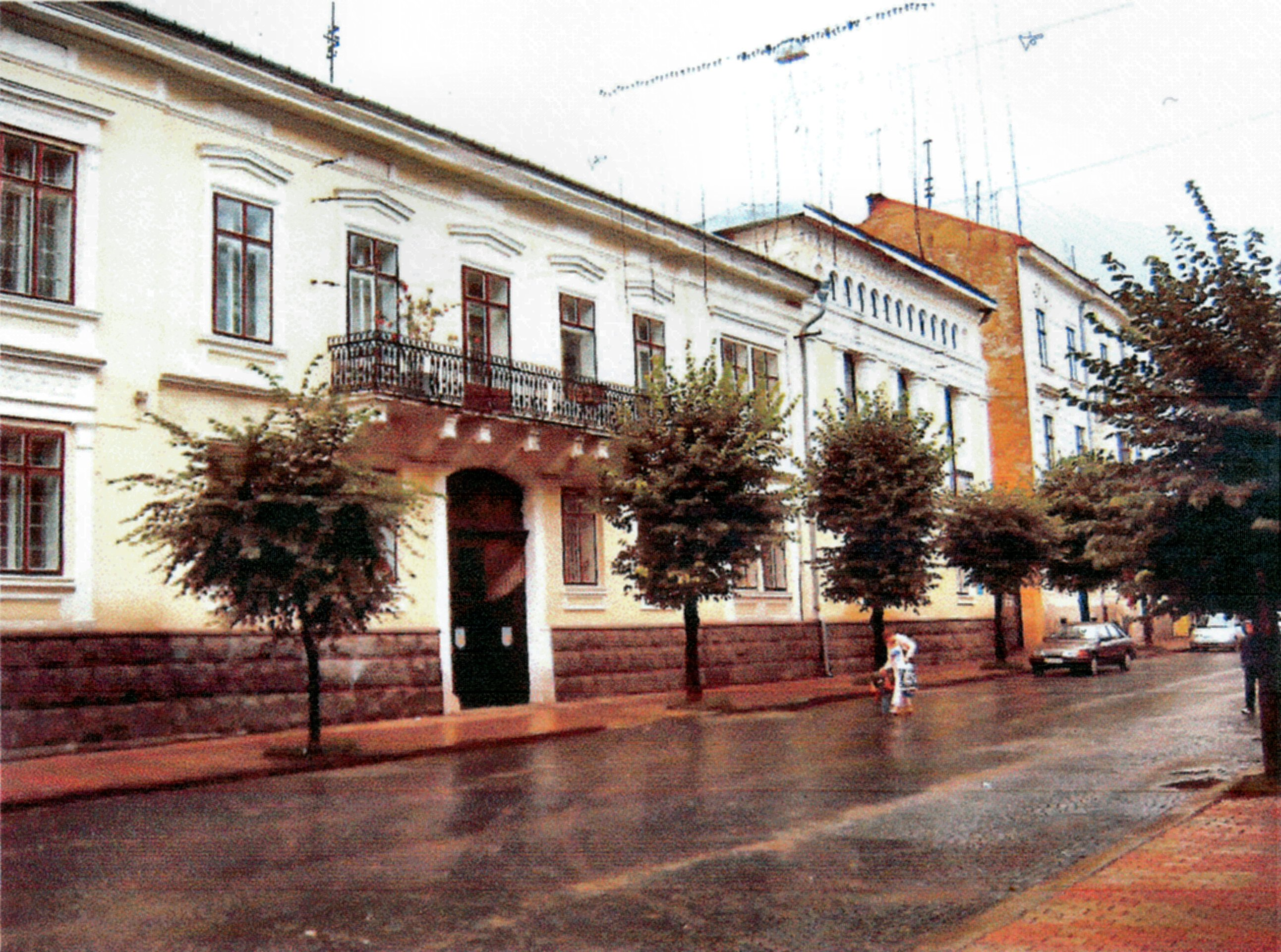
Васильківський палац, Чернівці

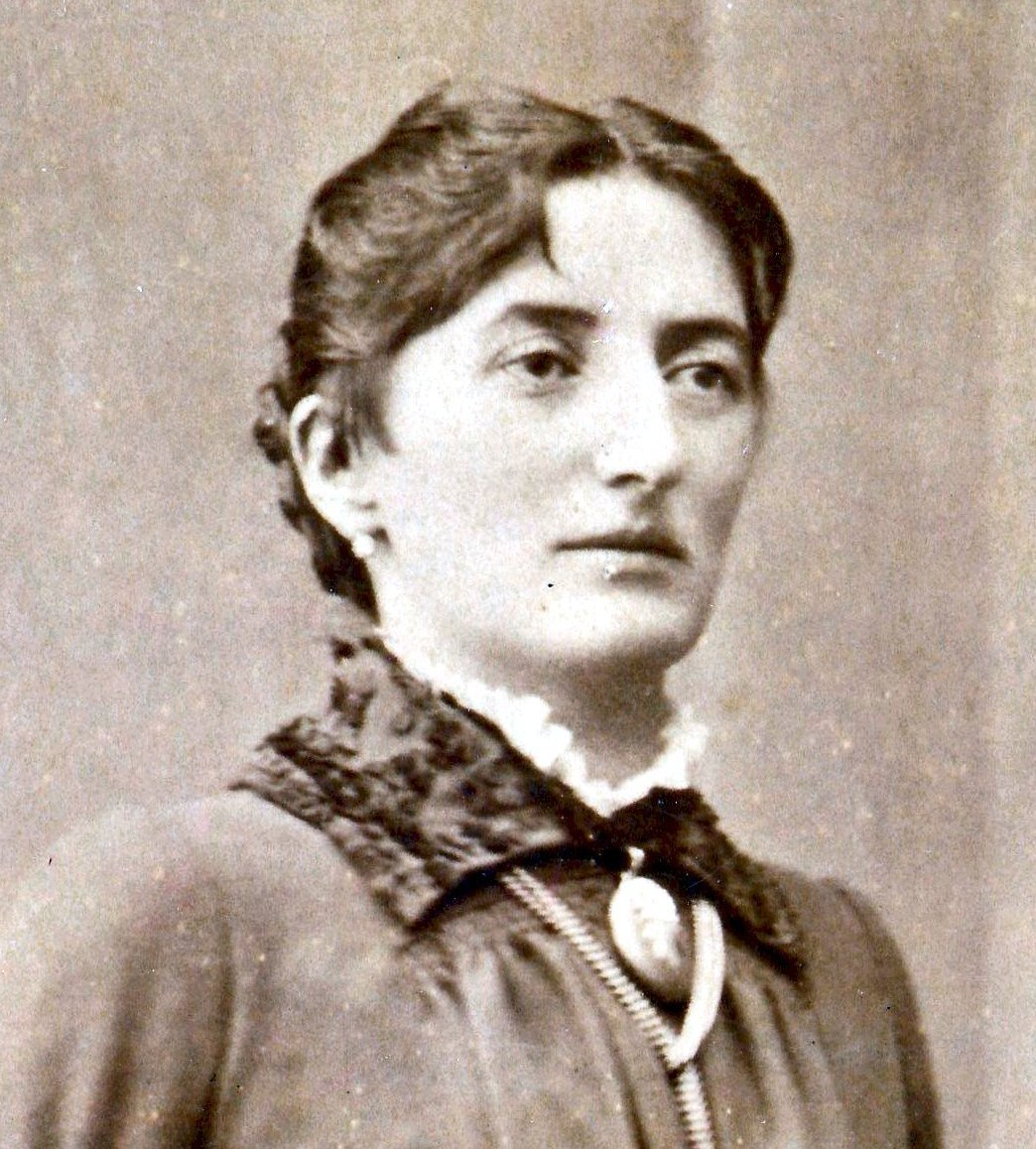
Катаріна фон Флондор

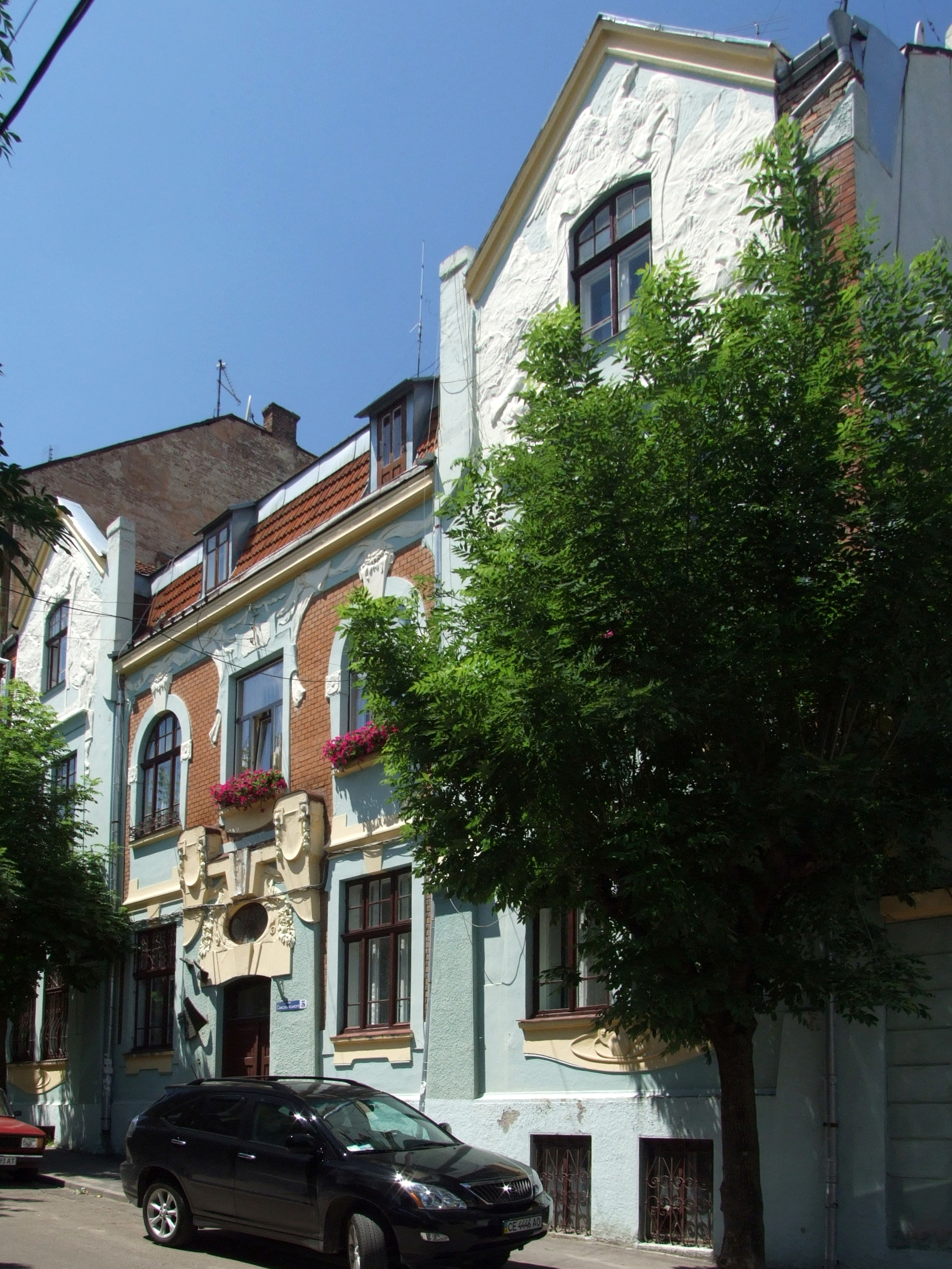
Вассилькогассе, 5, у Чернівцях

Олександр був сином барона Іордакі (нар. 4 березня 1795 р., замок Бергомет; пом. 6 листопада 1861 р., там же) та його дружини Пульхерії Калмуцкі (нар. 3 листопада 1811 р., Рогозна, Буковина; пом. 22 серпня 1895 р., Чернівці). 16 червня 1859 року в замку Гліниця він одружився з Катаріною (нар. 21 липня 1843 року в замку Гліниця — пом. 27 грудня 1920 року в замку Міхова), дочкою землевласника і власника замку Гліниця Йордакі Ріттера фон Фльондора (1798—1868). У шлюбі народилося четверо синів:
- Георгій (1864—1940) також австро-угорський державний діяч (губернатор) Герцогства Буковина,
- Стефан (нар. 10 червня 1869, Бергомет; пом. 31 серпня 1933, Зальцбург), офіцер і радник міністра в Міністерстві внутрішніх справ,
- Олександр (нар. 2 лютого 1871, замок Бергомет; пом. 21 липня 1920, Бирлад), камергер ерцгерцога Генріха Фердинанда Габсбург-Тосканського, підполковник і заступник голови бюро доказів. Його дружина мати Єва баронеса фон Рольсберг була онукою фельдцеугмейстера Вільгельма Ленка фон Вольфсберга.
- Віктор (нар. 19.05.1872, в замку Бергомет — пом. 13.07.1934, Чернівці), православний військовий священик, потім архідиякон і екзарх у Відні.

Імператор Австрії Карл I призначив їх титулом «Кеммерер» імперії у 1905 році, а 29 серпня 1918 року (дипломом від 19 жовтня року) — австрійським графам Василькам фон Серецьким. У 1907 році родину було призначено спадковим членом Верхньої палати Австрійської імперської ради.

## Майно
Він був найбільшим землевласником на Буковині (28 000 га) і одним з найбільших в Австро-Угорській імперії. Оскільки його брати померли бездітними, імператор Франц Йосиф I, за згодою обох палат імперського парламенту, у 1888 році затвердив його на посаді голови «Реалфайдейкоммісії».
З метою розвитку сільського господарства у своїх володіннях він заснував два села, названі на честь себе та своєї дружини: Александердорф (1863) і Катарінендорф (1869). Там він поселив німецько-лютеранських селян з цієї місцевості та з Галичини. В обох місцях він побудував німецькі школи (1870 і 1875). Сім'ї поселенців повинні були платити невеликі регулярні внески на їх утримання. Оскільки найближча лютеранська церква знаходилася за 70 км, у Черновиці, він заснував лютеранську церкву для двох сіл.
Барон придбав «Палац Василька» 1886 року, будівлю на вул. Герренгассе, 38, у Чернівцях. Під час Першої світової війни він також завершив будівництво «Замку Бергомет», який був знищений пожежею під час російського наступу 1915 року. У 1889 році барон також наказав збудувати новий костел у Бергометі. У 1924 році на його честь було перейменовано «Вассилькогассе» у Чернівцях. На цій вулиці, у будинку № 5, виріс німецько-єврейський письменник Пауль Целан.